# 殺手蛾
殺手蛾（英語：Killer Moth）是一名出現在DC漫畫中的超級反派，為蝙蝠俠的對手之一。殺手蛾最初的造型為穿著紫綠相間的鮮豔條紋服裝、橙色的披風並戴著一個飛蛾面具。殺手蛾首次登場於《蝙蝠俠》#63，由比爾·芬格、Dick Sprang及Lew Schwartz所創作。

## 人物

### 「卡麥隆·范·克里爾」

殺手蛾初次登場於《蝙蝠俠》#63

最初的殺手蛾是一個只能由其監獄號碼「234026」辨識其身分的囚犯。其過去經歷不明，只知道是個古董大盜。在監獄服刑的那段期間，他見識到不少罪犯都被蝙蝠俠抓進牢房，他開始認為其實罪犯們也需要一個類似蝙蝠俠的保護者。後來他化名卡麥隆·范·克里爾（Cameron Van Cleer）混入高譚市上流階層，並一度與布魯斯·韋恩成了好友。他很崇拜蝙蝠俠的打扮，於是他按照自己的喜好製作了一套飛蛾裝、打造自己的飛蛾車與飛蛾信號燈，甚至還把自己的秘密基地取名叫飛蛾洞，但與蝙蝠俠相反，自稱殺手蛾的他並未靠此行俠仗義，反而用這些裝備來保護罪犯，成了犯罪者們的保護者。
殺手蛾在第二次登場時（《偵探漫畫#173》）綁架了布魯斯·韋恩並得知他的祕密身分。然而卻被其他罪犯槍擊造成失憶。他是蝙蝠女所遇到的第一個反派。　　

### 德瑞·沃克
在最終危機之後，揭曉了殺手蛾的真實身分是一個名為德瑞·沃克的低階罪犯。他化名為卡麥隆·范·克里爾並以殺手蛾的名號與蝙蝠俠戰鬥，該版本殺手蛾首次登場於《蝙蝠俠：蝙蝠之影》#7並在之後的《蝙蝠女：元年》中揭漏他的更多資訊。

### 新52
新52重啟世界觀後，出現了第二個以殺手蛾為名的的罪犯。這個真名不明的殺手蛾初次登場於《綠箭俠》成了綠箭俠的對手，但最後被綠箭俠與蝙蝠俠聯手打敗。他之後與其他反派們被試圖打敗綠箭俠的理查·龍所雇用。

### DC重生
在DC重生的連載故事中，德瑞·沃克再次成為殺手蛾。在《全明星蝙蝠俠》中他與螢火蟲為了雙面人所提供的百萬懸賞金而聯手追殺蝙蝠俠。但就如同其他人一樣，他們也失敗了。

## 其他版本

### 超級英雄：武力對決2
殺手蛾在遊戲《超級英雄：武力對決2》的前傳漫畫中出現。在該遊戲前作的故事之後，他成為該宇宙的自殺突擊隊的成員之一。之後冒牌蝙蝠俠擊潰了整個小隊，殺手蛾被他視為毫無用處於是遭引爆脖子中的炸彈殺死。

## 其他媒體

### 電視
- 《蝙蝠侠（英语：Batman (TV series)）》:在其中一集登場並由提姆·赫伯特飾演，但並未在當時撥出該集。

- 《蝙蝠俠新冒險》：當製作人布魯斯·蒂姆被問及殺手蛾是否會出現於劇中時，蒂姆表達了興趣，並開玩笑說將由加拿大演員丹·艾克洛德飾演。並讓他邊跑邊尖叫到：「我是一隻蟲子！」 另一方面，製片人艾倫·伯內特（Alan Burnett）則表示：「我們還沒有想到關於他的好故事。」 最終，殺手蛾從未在該系列中出現。[6]

- 《少年悍將》：由托馬斯·哈登·丘奇配音，之後由馬克·沃登配音。
- 《新蝙蝠俠》：由傑夫·班奈特配音。
- 《蝙蝠俠智勇悍將》：由科瑞·波頓配音。
- 《少年悍將 GO！》：由史考特·曼弗配音。
- 《DC超級英雄女孩》：由菲爾·拉瑪爾配音。

### 電影
- 《蝙蝠俠：血濺亞克漢》：當中出現了一箱殺手蛾的裝備。
- 《蝙蝠俠：勢不兩立》：由傑森·史匹塞克配音。
- 《樂高蝙蝠俠電影》：小丑率領、欲炸毀高譚市的反派集團成員之一。

### 電子遊戲
- 《樂高蝙蝠俠：電子遊戲》：由史蒂芬·布魯姆配音。[7]
- 《樂高蝙蝠俠2：DC超級英雄》：作為可供玩家選擇的boss和可解鎖角色，由喬瑟夫·巴德拉瑪配音。
- 《樂高蝙蝠俠3：飛越高譚市》：由克里斯多福·科瑞·史密斯配音。
- 蝙蝠俠：阿卡漢
  - 《蝙蝠俠：阿卡漢瘋人院》：其受害者的骸骨被懸吊於植物園中的巨繭上。以偵探模式掃描骨骸作為謎語人的謎底並解鎖殺手蛾的人物傳記，揭露他的真名為德瑞·沃克，他曾用卡麥隆·范·克里爾的名稱進行犯罪。[8]
  - 《蝙蝠俠：阿卡漢騎士》：在DLC的紅頭罩故事線中，被一名黑面具的手下在對話中提及他被紅頭罩所殺。然而，殺手蛾可能倖存了下來。他也在主線故事中被一名警察提到，該名警察認為警方應停止追捕企鵝人並改為調查殺手蛾。